# Anarquía
La palabra anarquía deriva del griego «ἀναρχία» («anarkhia»). Está compuesta del prefijo griego ἀν- (an), que significa «no» o «sin», y de la raíz arkhê (en griego ἀρχή, «origen», «principio», «poder» o «mandato». La antípoda de sinarquía.). La etimología del término designa, de una manera general, aquello desprovisto de principio director y de origen. Esto se traduce por «ausencia de apriorismo», «ausencia de norma», «ausencia de jerarquía», «ausencia de autoridad» o «ausencia de gobierno», y sirve para designar aquellas situaciones donde se da la ausencia de Estado o poder público. A diferencia de la autarquía (gobierno de uno mismo), un concepto de filosofía moral, la anarquía se refiere a una situación del orden político.
En la filosofía política la palabra anarquía es polisémica, usándose como caos político o como forma de gobierno. En materia de doctrina de relaciones internacionales se llama anarquía en relaciones internacionales a la apreciación de que los Estados son autónomos frente al derecho internacional en la medida que no existe un gobierno mundial  sobre los gobiernos nacionales.

## El término "anarquía"

### Etimología
El término anarquía deriva del griego «ἀναρχία» («anarkhia»), y está formado por el prefijo a –privativo an– (en griego αν, o sea «sin» o «privado de») yuxtapuesto a la palabra arkhê (en griego ἀρχή, o sea «origen», «principio», «poder», o «mando»). La etimología del término designa pues, de una manera general, lo que está desprovisto de principio director y de origen. Esto redunda o implica «ausencia de principio», «ausencia de reglas», «ausencia de jefatura», «ausencia de autoridad» y «ausencia de gobierno».
En uno de sus usos más comunes, anarquía evoca o equivale a caos, desorden (lo contrario de organizado) y anomia.
Los términos «anarquía» y «anarquista» se usaron libremente, en un sentido político, desde el siglo XIII. Felipe IV de Francia usaba estos términos frecuentemente en sus ordenanzas para designar desorden o caos. Durante la Revolución francesa, en términos de crítica negativa, relacionados con los abusos empleados por varios partidos para dañar a sus oponentes; así, tanto los Enragés, que desconfiaban del poder excesivo, como Robespierre, que lo buscaba, fueron tachados de anarquistas. La palabra agregó un significado nuevo, el que implica o equivale a un sistema o una organización donde los individuos no están sometidos a una autoridad, cuando Pierre Joseph Proudhon publicó ¿Qué es la propiedad? (1840), el libro que le estableció como un pionero del movimiento social anarquista. Tras responder al título («la propiedad es un robo»), el autor se convierte en el primer hombre que se autodeclara anarquista y precisa qué es lo que entiende por anarquía: «una forma de gobierno sin amo ni soberano». Sin embargo, el mismo autor, desde la Revolución de 1848, dejó de definirse como "anarquista" y prefirió usar otros vocablos para su pensamiento radical.

### Antigua Grecia

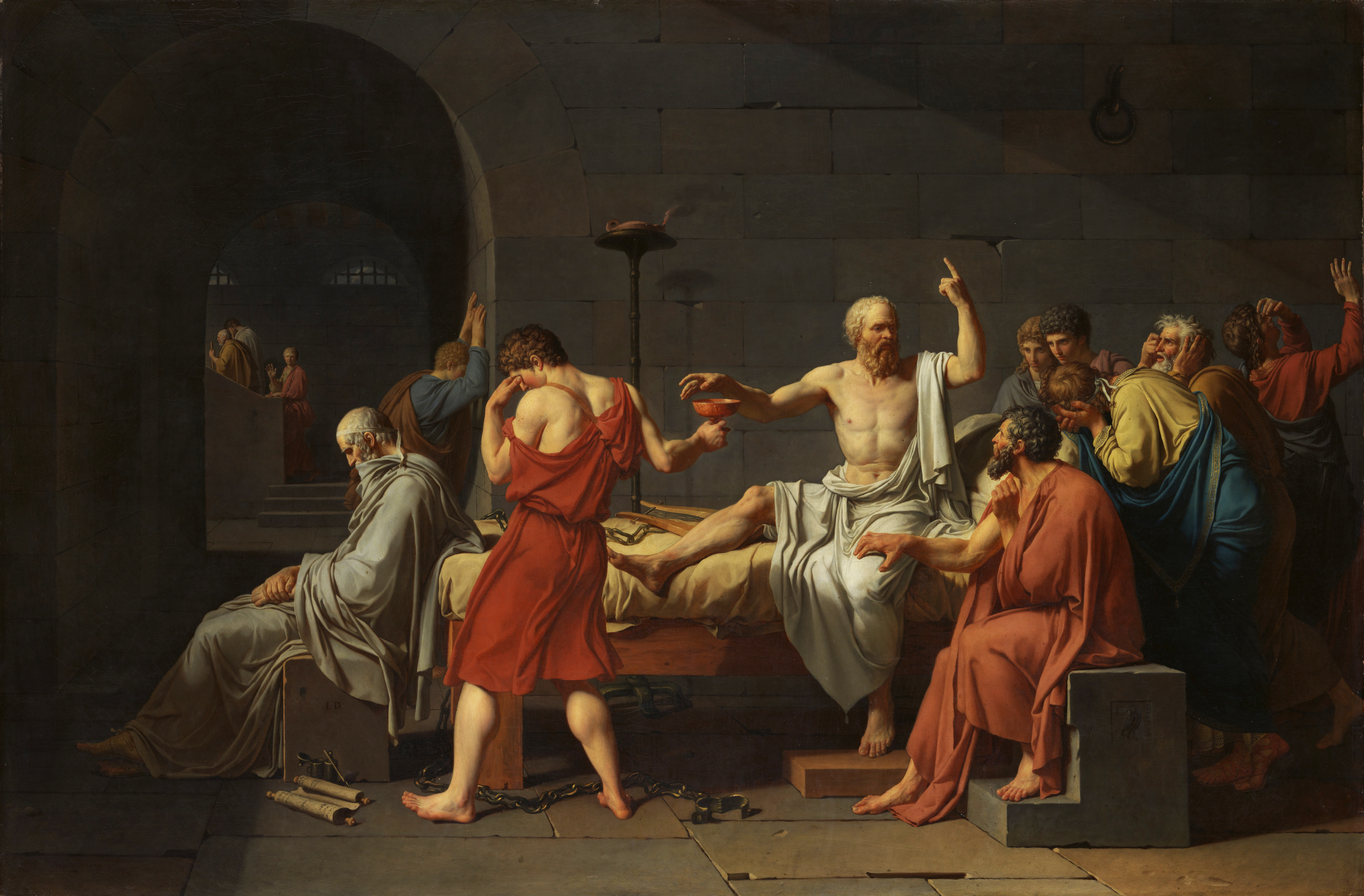
La muerte de Sócrates (1787), del artista francés Jacques-Louis David.

Según Homero y Heródoto, el término anarkhia señalaba una situación en la cual un grupo armado o un ejército, se encontraba sin jefatura. Por ejemplo, en la obra Los siete contra Tebas (año -467), el autor Esquilo de dicha tragedia utilizó por la primera vez el término αναρχία en el sentido de «desobediencia». En efecto, en dicha pieza, Antígona rehusó obedecer las órdenes de la ciudad (o polis), dando sepultura al cadáver de su hermano, quien había sido condenado a que su cuerpo sirviera de «comida a los perros».
Según el historiador Jenofonte en su obra Helénicas, el año -404 fue llamado «Anarquía» por los atenienses. En efecto, después de la derrota de Atenas en la guerra del Peloponeso, Esparta impuso a la ciudad un gobierno oligárquico compuesto por treinta magistrados conocidos como los tiranos. Contrariamente a la costumbre entonces en uso en Atenas, los atenienses se rehusaron a rendir honores a Pitodoros, quien había sido elegido arconte por los oligarcas, evitando o dificultando así que se diera ese nombre al año en curso.
Los filósofos Sócrates y Platón por su parte, utilizaron este término en una forma negativa, asociándolo a una forma corrupta de régimen democrático. En la obra La República, Platón claramente denunciaba a la democracia, acusándola de acarrear confusión entre gobernantes y gobernados, así como en cierta medida conducir a la tiranía. Platón describía entonces una visión muy negativa sobre la anarquía generada o inducida por la democracia: fin de las jerarquías, conflictos entre generaciones y entre hombres y mujeres, salvajadas y excesos de todo tipo.

### El término en francés

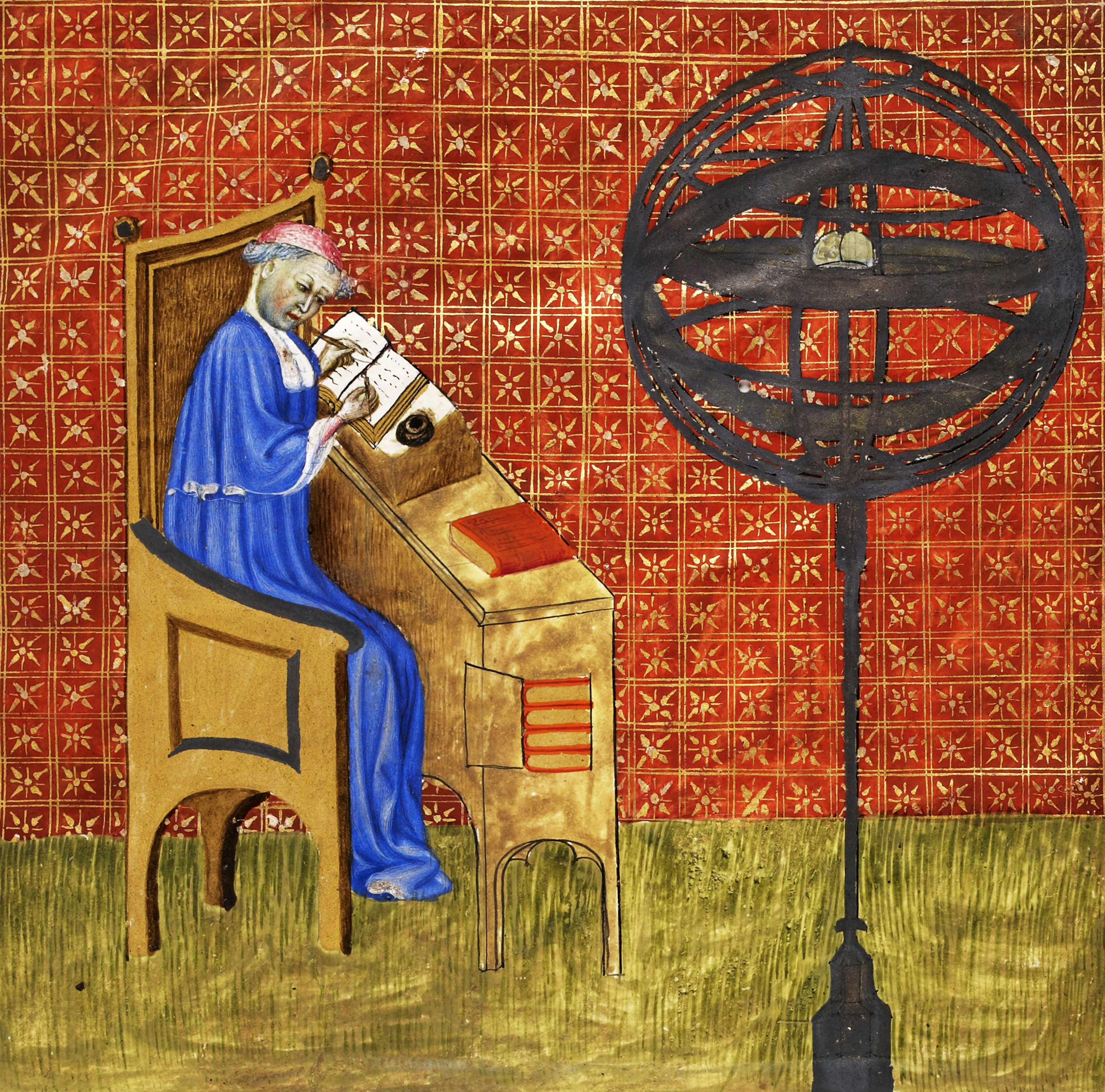
Nicolás Oresme (miniatura).

En francés, el término anarquía surgió en la Edad Media con la traducción de obras de Aristóteles a manos de Nicole Oresme (1320-1382), y a pedido del rey Carlos V (1364-1380). Las citadas obras no fueron traducciones directas del griego sino que partieron de las versiones en latín de Robert de Lincoln (1175-1253), de Guillaume de Moerbeke (1215-1286), y de Durand d'Auvergne, las que fueron acompañadas de un glosario destinado a facilitar la comprensión de la obra y de la cultura de la época. Estas traducciones dieron en particular al idioma francés algunas de las bases de su vocabulario político, incluyendo términos tales como démocratie, oligarchie, tyrannie, monarchie, aristocratie, etc. En total y según Robert Taylor, Nicole Oresme introdujo 450 palabras nuevas en la lengua francesa, y entre ellas se estableció la primera definición en francés del término "anarchie":

Cita: Anarchie est quant l'on franschit aucuns serfs et met en grans offices.
Traducción al español: Anarquía es cuando emancipas algunos siervos y les das autoridad (y les confías poder, cargo, o mando).

Poco utilizada entre los siglos XIV y XVII, esta palabra ingresó en el Dictionnaire de l'Académie française en 1694. Inmediatamente asociado con el término démocratie, la Académie française confirmó su definición con similar redacción un siglo más tarde, en su edición de 1798.

Cita: Estat déréglé, sans chef et sans aucune forme de gouvernement. La démocratie pure dégénère facilement en Anarchie.
Traducción al español: Estado desregulado, sin líderes y sin ninguna forma de gobierno. Democracia pura que fácilmente degenera en anarquía.

Denis Diderot, en la Encyclopédie ou Dictionnaire raisonné des sciences, des arts et des métiers del año 1751, completa esta definición, ampliándola y suprimiendo toda referencia al término démocratie:

Cita: C'est un désordre dans un État, qui consiste en ce que personne n'y a assez d'autorité pour commander et faire respecter les lois, et que par conséquent le peuple se conduit comme il veut, sans subordination et sans police. Ce mot est composé de a privatif et de arche, commandement. On peut affirmer que tout gouvernement en général tend au despotisme ou à l'anarchie.
Traducción al español: Es el desorden en un Estado, donde resulta que nadie tiene suficiente autoridad como para dirigir y hacer cumplir las leyes, y entonces y como consecuencia, el pueblo se conduce como quiere, sin subordinación, sin supervisores, y sin efectiva policía. La palabra anarquía en francés se forma con el prefijo privativo an juxtapuesto a un término o raíz que significa comando o dirección. En general puede afirmarse que todo gobierno tiende o bien al despotismo o bien a la anarquía.

Utilizado tanto por Jacques-Bénigne Bossuet como por Voltaire, el uso de este término se hizo más corriente con la Revolución Francesa, particularmente durante el llamado período del terror. También lo usaron frecuentemente tanto Mirabeau como Pierre Victurnien Vergniaud, Madame de Staël, y Pierre-Paul Royer-Collard, entre otros. Los llamados «Enragés (furiosos)», grupo liderado por Jacques Roux (1752-1794), fueron acusados de incitar al pueblo «a proscribir toda traza de gobierno» y de entonces desarrollar « los principios monstruosos de la anarquía ». En esa época utilizado por todos y contra todos, ese término tenía entonces un valor peyorativo e injurioso.
Un retorno al «sentido positivo» de la palabra anarquía surgió en Alemania en la Enciclopedia Universal (Allgemeine Encyclopädie der Wissenschaften und Künste) publicada en Leipzig en 1818 por Johann Samuel Ersch y Johann Gottfried Gruber. El artículo « Anarquía » escrito por Karl Wenzeslaus Rodecker von Rotteck expresaba:

Cita: Une forme spécifique de rapport entre les hommes qui ont conclu un pacte civique d'association, mais sans aucune clause d'asservissement; de ce fait ils bénéficient de la pleine liberté et de la reconnaissance mutuelle, sans aucune violence sociale, mais uniquement par la force de la décision unanime devenue égale.
Traducción al español: Una forma específica de relacionamiento entre los hombres después de haber hecho un pacto cívico de asociación, pero con exclusión de cualquier clase de servilismo o explotación; así, se obtenía el beneficio de la plena libertad y del reconocimiento mutuo, sin violencia social, y únicamente por la fuerza de la decisión unánime de reconocerse como iguales.

Asimismo, fue en 1840 que el teórico socialista Pierre Joseph Proudhon en su libro Qu'est-ce que la propriété?, opera una verdadera ruptura semántica con el uso peyorativo de moda después de la revolución de 1789. En efecto, Proudhon se declaró «anarquista» afirmando que «la sociedad busca el orden en la anarquía». En el conjunto de su obra, este autor continuó utilizando el término en su acepción negativa, incluso equiparándolo a «caos», conforme a su «dialéctica de los contrarios» según la cual una sociedad justa y digna surgirá de la libertad máxima, y no del autoritarismo (y no del dirigismo).
Pero véase que a la época de Proudhon, no existía ningún «movimiento anarquista». En efecto, será necesario esperar a los debates que opusieron a autoritarios y antiautoritarios en el seno de la Asociación Internacional de Trabajadores (1864-1872), así como la creación de la Federación del Jura (1871) y la Internacional de Saint-Imier (1872), para ver surgir los primeros grupos declaradamente anarquistas (período entre 1876 y 1877).

## La filosofía política anarquista

Símbolo tradicional de la anarquía y el anarquismo.

En términos generales el anarquismo plantea una sociedad políticamente organizada sin Estado a la que llaman «anarquía». La idea común de los anarquistas es que consideran que el Estado es innecesario y también directamente perjudicial en la medida en que atenta contra la libertad individual y la libertad colectiva. Este concepto puede ir acompañado, dependiendo de la rama de anarquismo que se consulte, por los conceptos de horizontalismo, que rechaza las jerarquías, o de voluntarismo, que no rechaza las jerarquías y que plantea que las relaciones humanas deben nacer necesariamente de la voluntariedad de las partes. Los anarquistas de diferentes corrientes difieren en gran medida de la forma exacta de esta sociedad ideal. El punto de mayor controversia es lo tocante a la organización económica de la sociedad, habiéndose producido en el seno del movimiento anarquista profundos debates al respecto; el más acalorado y conocido de ellos fue el que se produjo durante finales del siglo XIX entre el colectivismo y el comunismo libertario, predominando finalmente este último. En el siglo XX la distinción en materia económica entre formas de anarquismo se ha dado principalmente entre el anarcocapitalismo y el anarcosocialismo (concepto que agrupa al anarquismo clásico que adopta ideas económicas socialistas), ambas tendencias provienen de tradiciones ideológicas, contextos históricos y autores muy distintos aunque comparten puntos de vista sobre teoría del Estado. El principio básico en que están de acuerdo es en la no-existencia de un Estado dentro de un sistema de no-agresión o anarquía. Dentro de este marco, la mayoría de tendencias anarquistas proponen que un sistema de asociación voluntaria de un tipo u otro puede proporcionar los servicios para los cuales los seres humanos han confiado en las instituciones coercitivas externas del Estado.
Algunos autores equiparan el concepto de anarquía, entendido como sociedad ideal, al concepto de acracia o al de orden natural.

## Anarquías en la historia

### Caos político
Un caos político puede ser producido tras el colapso de un Estado al no poder aplicar la ley sobre su territorio (ver: Estado fallido), o por medio de un grave conflicto institucional en que nadie alcanza a ejercer la jefatura del Estado o su reconocimiento está en disputa (ver: Vacío de poder). Algunos ejemplos de esta acepción de la palabra son:
- La anarquía del siglo III durante el Imperio Romano.
- La anarquía inglesa. Guerra civil en Inglaterra y Normandía.
- El Terror.[44]
- Anarquía en los Estados Unidos, un fenómeno del siglo XVII dado en algunas comunidades creadas por disidentes políticos y religiosos de las Trece Colonias americanas, al margen de la autoridad colonial y vinculada con el anarcocapitalismo más que con el anarquismo clásico.[45]
- La Anarquía militar (1841-1845), periodo caótico y de gran inestabilidad de la historia del Perú durante la Restauración peruana.
- La organización de la República de Chile y la acefalía del Ejecutivo (Chile).
- La anarquía del año XX y la acefalía presidencial en Argentina.
- La anarquía en Somalia.[46]
- La anarquía en Albania (1997).

### Comunidades y sociedades organizadas sin Estado
En otras ocasiones se le denomina anarquía a los casos de pequeñas comunidades o de sociedades más extendidas en donde se prescinde de Estado —al menos de la forma en que se entiende al Estado Moderno— y las instituciones de convivencia social son o formadas por el libre acuerdo o surgen de forma espontánea —y no necesariamente por motivaciones ideológicas—. Probablemente este uso del término anarquía para estos casos se derive del uso favorable dado a este término por parte de las filosofías políticas anarquistas, incluso aplicado en casos de sociedades previas a la aparición de tales ideologías. Estas formas de convivencia recurren a algún tipo de organización tradicional como la familia, la religión, la comunidad vecinal, los gremios profesionales (incluyendo gremios que otras circunstancias serían ilegales, como las mafias), a formas de organización basadas en la afinidad ideológica con fines productivos o al contrario con fines de estilo de vida, o inclusive casos donde la organización de la vida social queda a cargo de empresas privadas. A veces este uso de «anarquía» para comunidades y sociedades concretas parece ser ambiguo, pues denota una forma de organización heterodoxa pero también alude al significado de caos, implicando que existe algún tipo de orden pero que es de alguna forma inestable.
- Irlanda celta (Edad Antigua-1607). Los clanes o tuath eran las unidades políticas básicas y se formaban de personas unidas voluntariamente para y la suma total de los terrenos de sus miembros constituía su dimensión geográfica.[47][48]
- Mancomunidad Islandesa (930-1262). Los individuos podían elegir voluntariamente la pertenencia a cualquier clan y las jefaturas del clan podían ser compradas y vendidas, y no existían monopolios geográficos de clan.[49]
- República de Cospaia (1440-1826), un territorio y aldea en Italia que por accidente quedó fuera de los límites de la República de Florencia y los Estados Pontificios, siendo terra nullius declaró su independencia y finalmente se convirtió en una destacada zona agrícola y de comercio sin impuestos ni autoridades.[50][51][52]
- Anarquía en los Estados Unidos, un fenómeno del siglo XVII dado en algunas comunidades que se dieron a sí mismas gobiernos voluntarios y libre empresa, destacando el caso del Santo Experimento en la Pensilvania de William Penn. Usualmente fueron creadas por disidentes políticos y religiosos de las Trece Colonias americanas, al margen de la autoridad colonial británica.[45][53]
- De existencia discutida,[54] la comunidad de Libertatia. En el marco de una utopía pirata, y en el contexto de la piratería de los siglos XVII y XVIII.
- La comunidad cristiana creada en la colina de Saint George, en Inglaterra, por los Cavadores.[55]
- Quilombo de los Palmares, Brasil siglos XVI y XVII.[56][57]
- La Whiteway Colony, en el Reino Unido.[58]
- Como resultado de la revolución majnovista de corte anarcocomunista, existió entre enero de 1919 y agosto de 1921 el "Territorio Libre" o "Majnovia".[59][60]
- Provincia Libre de Shinmin, Corea y China, (1929-1931).[61]
- Comunidades anarcosindicalistas en España durante la Revolución Española, aunadas en La Colectividad; como el anarcosindicalismo en Cataluña (21 de julio de 1936-14 de junio de 1937)[62] y el Consejo Regional de Defensa de Aragón (6 de octubre de 1936-10 de agosto de 1937).
- Ciudad libre de Christiania en Copenhague, Dinamarca (26 de septiembre de 1971-presente). Allí gobierna La Asamblea General, formada por ciudadanos de la Christiania elegidos por democracia directa. Algunas de sus leyes son independientes del Estado danés, por lo que no pagan impuestos al mismo.[63]
- La anarquía en Somalia (1991-presente).[46]
- Ciudad amurallada de Kowloon (1898-1993), un enclave de China dentro del Hong Kong británico que en la práctica quedó autogobernado por refugiados chinos y la mafia local.[64]
- Gurgaon (1979-presente), un próspero distrito de negocios en India que surgió sin planificación urbana después de quedar en un limbo legal que dejó al territorio fuera de la división administrativa del país.[65][66][67]
- Liberland, una micronación y Estado autodeclarado en 2015 en una terra nullius entre Serbia y Croacia, que propone los «impuestos voluntarios» y que está inspirada por el ideal anarcocapitalista.[68][69] Ha sido reconocida diplomáticamente por Somalilandia.[70]